# Град Кикинда
Град Кикинда је јединица локалне самоуправе у Србији. Налази се на североистоку покрајине Војводине и административно припада Севернобанатском управном округу. По подацима из 2004. град заузима површину од 782 km² (од чега на пољопривредну површину отпада 70.594 ha, а на шумску 214 ha). Седиште града као и округа је градско насеље Кикинда. Град Кикинда се састоји од 10 насеља: једног градског и 9 сеоска насеља. Према прелиминарним подацима са последњег пописа 2022. године у граду је живело 49.691 становник (према попису из 2011. било је 59.453 становника). У граду се налази 8 матичних и 7 истурених основних и 4 средњих школа. Такође постоји и основна музичка школа и школа за основно образовање и васпитање ученика са сметњама у развоју. У граду постоји и Висока школа струковних студија за образовање васпитача.

## Насељена места
Град Кикинду чини 10 насеља:
- Банатска Топола, укључујући Винцаид
- Банатско Велико Село
- Башаид, укључујући Бикач
- Иђош
- Кикинда
- Мокрин
- Наково
- Нови Козарци
- Руско Село
- Сајан

## Демографија
| Етнички састав према попису из 2011.‍ | Етнички састав према попису из 2011.‍ | Етнички састав према попису из 2011.‍ | Етнички састав према попису из 2011.‍ | Етнички састав према попису из 2011.‍ |
| ------------------------------------ | ------------------------------------ | ------------------------------------ | ------------------------------------ | ------------------------------------ |
|                                      |                                      |                                      |                                      |                                      |
| Срби                                 | Срби                                 |                                      | 44.846                               | 75,43%                               |
| Мађари                               | Мађари                               |                                      | 7.270                                | 12,23%                               |
| Роми                                 | Роми                                 |                                      | 1.981                                | 3,33%                                |
| Југословени                          | Југословени                          |                                      | 331                                  | 0,56%                                |
| Хрвати                               | Хрвати                               |                                      | 204                                  | 0,34%                                |
| Македонци                            | Македонци                            |                                      | 126                                  | 0,21%                                |
| Црногорци                            | Црногорци                            |                                      | 99                                   | 0,17%                                |
| Румуни                               | Румуни                               |                                      | 95                                   | 0,16%                                |
| Немци                                | Немци                                |                                      | 87                                   | 0,15%                                |
| Албанци                              | Албанци                              |                                      | 75                                   | 0,14%                                |
| Муслимани                            | Муслимани                            |                                      | 74                                   | 0,12%                                |
| Словаци                              | Словаци                              |                                      | 45                                   | 0,08%                                |
| Словенци                             | Словенци                             |                                      | 39                                   | 0,07%                                |
| Украјинци                            | Украјинци                            |                                      | 23                                   | 0,04%                                |
| Бугари                               | Бугари                               |                                      | 18                                   | 0,03%                                |
| Бошњаци                              | Бошњаци                              |                                      | 14                                   | 0,02%                                |
| Руси                                 | Руси                                 |                                      | 13                                   | 0,02%                                |
| Русини                               | Русини                               |                                      | 12                                   | 0,02%                                |
| Буњевци                              | Буњевци                              |                                      | 6                                    | 0,01%                                |
| Горанци                              | Горанци                              |                                      | 5                                    | 0,01%                                |
| Власи                                | Власи                                |                                      | 1                                    | 0,01%                                |
| остали                               | остали                               |                                      | 56                                   | 0,09%                                |
| Регионална припадност                | Регионална припадност                |                                      | 1.190                                | 2,00%                                |
| неизјашњени                          | неизјашњени                          |                                      | 2.310                                | 3,89%                                |
| непознато                            | непознато                            |                                      | 533                                  | 0,90%                                |
| укупно: 59.453                       |                                      |                                      |                                      |                                      |

## Познате личности
- Мирослав Мика Антић
- Миливој Југин
- Милан Прунић
- Бранимир Брстина
- Васа Стајић
- Маја Латиновић
- Јован Ћирилов
- Здравко Боровница, фудбалер
- Мирослав Пецарски, кошаркаш
- Предраг Богосављев, кошаркаш
- Весна Чипчић, глумица

## Галерија
- Зграда Великокикиндског диштрикта, Курија. Данас зграда Народног музеја Кикинда и Историјског архива Кикинда
- Торањ Цркве Светог Николе у Кикинди
- Црква Светог Николе у Кикинди, звоник
- Православна црква, Кикинда
- Манастир Свете Тројице, поглед са гробља
- Манастир Свете Тројице Кикинда
- Звоник Манастира Свете Тројице у Кикинди
- Кућа у Кикинди, Пере Сегединца 25, угао куће
- Кућа у Кикинди, Пере Сегединца 25, угао куће
- Сувача - споменик од изузетног значаја Републике Србије
- Тераса зграде Великокиндског диштрикта
- Панорама Кикинде, фотографисана са крова хотела Нарвик.
- Поглед на Сувачу, млин на коњску вучу, Кикинда, Србија
- Сувача, испод крова
- ОШ Ђура Јакшић
- Етно соба у ОШ Ђура Јакшић у Кикинди
- Вила Ризенфелдер у Кикинди, данас рејонски диспанзери и служба Хитне помоћи.
- Породична скулптура, дело академског вајара Слободана Којића. Налази се на градском тргу у Кикинди, испред зграде Националног музеја и историјског архива Кикинде.
- Зграда Народног позоришта Кикинда саграђена 1900. Просторни културно-историјски ентитет 62
- Центар града Кикинда
- Варађанинова вила, Трг 30, саграђена 1891. Просторна културно-историјска целина 62
- Натпис на згради скупштине општине Кикинда
- Скулптура са атељеом. Атеље се налази у старом погону индустрије грађевинских материјала Тозе Марковић
- Млин у Кикинди, изглед фабрике изграђене 1869. године